# Lea (Herefordshire)
Lea – wieś i civil parish w Anglii, w hrabstwie Herefordshire. W 2011 civil parish liczyła 673 mieszkańców. Lea jest wspomniana w Domesday Book (1086) jako Lecce.